# Sandvikens IF
Maillots
Le Sandvikens IF est un club suédois de football basé à Sandviken.

## Historique
- 1918 : fondation du club

## Palmarès
- Coupe de Suède de football
  - Finaliste : 1970

## Anciens joueurs
- Kevin Beattie
- Gösta Dunker
- Ivar Eriksson
- Olle Källgren
- Einar Snitt